# لی شیائوپینگ
لی شیائوپینگ (انگلیسی: Li Xiaoping؛ زادهٔ ۱۹ سپتامبر ۱۹۶۲) ژیمناست هنری اهل چین بود.